# Metophthalmus brenskei
Metophthalmus brenskei là một loài bọ cánh cứng trong họ Latridiidae. Loài này được Reitter miêu tả khoa học năm 1884.